# أثينا الكلاسيكية
مدينة أثينا  خلال الفترة الكلاسيكية من اليونان القديمة (508 - 322 ق.م) كانت المركز الحضري الرئيسي للبوليس البارزة (دولة مدينة) التي تحمل الاسم نفسه، وتقع في أتيكا، اليونان، وتصدرت الحلف الديلي في الحرب البيلوبونيسية ضد أسبرطة والرابطة بيلوبونيزية. تأسست الديمقراطية الأثينية في 508 ق.م علي يد كليسثنيس بعد استبداد إيزاغوراس (Isagoras). ظل هذا النظام مستقرًا إلى حدٍّ كبير، ومع بعض الانقطاعات الوجيزة بقي في مكانه لمدة 180 عامًا حتى عام 322 ق.م (بعد الحرب اللمومية). تم تحقيق ذروة الهيمنة الأثينية في 440 إلى 430 ق.م، والمعروفة باسم عصر بريكليس.
في الفترة الكلاسيكية، كانت أثينا مركزًا للفنون والتعلم والفلسفة، موطن أكاديمية أفلاطون وليقيون أرسطو، كانت أثينا أيضاً مسقط رأس سقراط وأفلاطون وبريكليس وأريستوفان وسوفوكليس والعديد من الفلاسفة والكتاب والسياسيين البارزين في العالم القديم. يشار إليها على نطاق واسع بأنها مهد الحضارة الغربية، ومكان ولادة الديمقراطية، يرجع ذلك إلى حد كبير إلى تأثير إنجازاتها الثقافية والسياسية خلال القرنين الخامس والرابع قبل الميلاد على بقية القارة الأوروبية المعروفة.

## تاريخ

### الارتقاء في الحكم (508 – 448 قبل الميلاد)
حكم هيبياس، ابن بيسيستراتوس، أثينا مع أخيه هيبارخوس بعد موت بيسيستراتوس حوالي العام 527. بعد اغتيال هيبارخوس حوالي العام 514، تولى هيبياس الحكم لوحده، ونتيجة لموت أخيه، صار قائدًا أكثر سوءًا وقلّت شعبيته. نفى هيبياس 700 من العائلات الأثينية النبيلة، من بينهم عائلة كليسثنيس، الألكمينونيديين. انتقلوا إلى دلفي بعد نفيهم، ويقول هيرودوت أنهم قدموا رشوة البيثيا (الوسيط الروحي وكاهنة الإله أبولو) ليخبروا الأسبارطيين بأن عليهم غزو أتيكا والقضاء على هيبياس. تزعم الأقول نجاحهم في ذلك عدة مرات، وقاد كليومينس قوة أسبارطية نجحت بالإطاحة بهيبياس، وأقام على إثر ذلك حكمًا من الأقلية. كره كليسثنيس الحكم الأسبارطي، ومعه غيره من أهالي أثينا، لذا سعى إلى السلطة بنفسه. كانت النتيجة حكمًا ديمقراطيًا في أثينا، ولكن نظرًا لدوافع كليسثنيس باستغلال الشعب ودعمهم له للوصول إلى السلطة، تمت الإطاحة به لاحقًا. تلوث الجو الديمقراطي في أثينًا بكونها خدمت إلى حد كبير الرجل الذي أنشأها. حلت الإصلاحات التي قدمها كليسثنيس مكان القبائل الأربعة (الفايل) بعشر قبائل جديدة سميت تيمنًا بالأبطال الأسطوريين من اليونان، ولم يكن لها أساس طبقي، إذ قامت على أساس انتخابي. قسمت كل قبيلة بدورها إلى ثلاثة ثلاثيات (قبيلة واحدة في الساحل؛ وواحدة في المدينة؛ وواحدة في الأقسام الداخلية)، في حين كان لكل ثلاثية ديم (تقسيم داخلي ضمن أثينا)، اعتمادًا على عدد سكانها، الذي أصبح أساس الحكم المحلي. تختار كل قبيلة خمسين عضوًا في البويل، المجلس الذي حكم أثينا وأدار شؤونها اليومية. كان للرأي العام للناخبين التأثر بالتهكم السياسي الذي كتبه الشعراء وأدوه في مسارح المدينة. فتح مجلس إكيلازيا أبوابه للمواطنين وكان هيئة تشريعية ومحكمة عليا على حد سواء، إلا في حالات القتل والمسائل الدينية، التي كانت المهام الوحيدة المتبقية لأريوباغوس (صخرة مقدسة). شغلت معظم المناصب من خلال القرعة، إلا أن الإستراتيجوس (الجنرالات) العشرة تم انتخابهم.
ساهمت مناجم لوريون للفضة مساهمة كبيرة في تنمية أثينا في القرن الخامس قبل الميلاد، عندما تعلم أهل أثينا جمع ومعالجة وتكرير المادة الخام واستخدام الناتج عنها لبناء أسطول ضخم، وذلك تحت إشراف ثيميستوكليس.
في عام 499 قبل الميلاد، أرسلت أثينا قوات لمساعدة الأيونيين اليونانيين في آسيا الصغرى، الذين تمردوا على الإمبراطورية الفارسية. أدى ذلك إلى غزوين فارسيين لليونان، صدا كلاهما تحت قيادة الجنديين ورجلي الدولة ملتيادس وثيميستوكليس. في عام 490، صد أهل أثينا بقيادة ملتيادس أول غزو للفرس، بتوجيه من الملك داريوس الأول في معركة للسيطرة على ممر ثرموبيلاي الضيق ضد جيش زركسيس المؤلف من جيش تراوح تعداده بين 100 ألف و250 ألف جندي، قتل خلالها ليونيداس إلى جانب 300 من الأسبارطة. في الوقت ذاته، قاد أهل أثينا معركة بحرية لم تحسم نتيجتها قبالة سواحل أرطيميسيوم. لكن تلك العراقيل لك تكن كافية لتثبيط تقدم الفرس، الذين سرعان ما تقدموا عبر بيوتيا، جاعلين منها قاعدة لعملياتهم، ودخلوا جنوب اليونان. أجبر ذلك أهل أثينا على إخلاء مدينتهم، التي استولى عليها الفرس، وطلبوا الحماية لأسطولهم. في ما بعد، هزم أهل أثينا وحلفاؤهم، بقيادة ثيميستوكليس، الأسطول البحري الفارسي بحرًا في معركة سلاميس. أقام خشایار لنفسه عرشًا على الساحل ليرى اليونانيين يهزمون. إلا أن الفرس هزموا. امتدت سيطرة الأسبارطة إلى أثينا، التي بدورها حملت رحى الحرب إلى آسيا الصغرى. مكنتها الانتصارات من جمع معظم أجزاء بحر إيجه وأجزاء كثيرة أخرى من اليونان وضمها معًا في «الحلف الديلي»، وهو حلف سيطر عليه أهل أثينا.